# Franjo Asiški
Sveti Franjo Asiški (Asiz, 1181. – Porcijunkula kod Asiza, 3. listopada 1226.), pravim imenom Giovanni Francesco Bernardone, bio je talijanski katolički redovnik, propovjednik i svetac Katoličke Crkve, utemeljitelj franjevačkog reda (Reda manje braće) i suutemeljitelj reda klarisa. Poznat je pod nadimcima „Siromašak iz Asiza” i „Glasnik Velikoga Kralja”. Spomendan mu je 4. listopada.

## Život
Bio je sin Pietra Bernardonea, trgovca u Asizu (Umbrija), i francuske plemkinje imenom Pica Bourlemont. Prema jednoj pretpostavci ime Franjo (tal. Francesco, »Francuzić«) nadjenuto mu je zbog majčina podrijetla, a prema drugoj dao mu ga je otac zbog trgovačkog uspjeha što ga je imao u francuskoj pokrajini Provansi. U mladosti je vodio veseo, bonvivanski život. Za vrijeme rata s Perugiom 1202. – 1203. pada u zarobljeništvo, da bi nakon oslobođenja iz zarobljeništva, prilikom razmjene zarobljenika, teško obolio. U zarobljeništvu i za vrijeme bolesti doživljavao je duboke psihološke promjene koje nalaze svoj izraz u njegovoj novoj koncepciji religioznosti. Nakon ozdravljenja, 1204. – 1205. nastoji se priključiti križarima, no stigavši do Spoleta ponovno se razbolio i vratio kući.
Nakon toga iskustva, potaknut i noćnim viđenjem, povlači se u prirodu i samoću, a druži se sa siromasima, te odjeven u vreću poslužuje gubavce. Nakon viđenja u crkvici svetog Damjana u Asizu, u kojem mu Krist s križa kaže: »Franjo, idi i obnovi moju Crkvu«, počinje popravljati tu ruševnu crkvu. Sugrađani su ga ispočetka smatrali čudakom, pa i luđakom, ali njegovo propovijedanje o apsolutnom evanđeoskom siromaštvu u doba oštro naglašenih staleških razlika u feudalnom društvu nalazi pristalice među narodom i siromašnim slojevima građanstva. Broj Franjine pokorničke braće s vremenom je sve više rastao te se pokret svetog siromaštva širi velikom brzinom. Papa Inocent III. potvrđuje 1209. osnivanje franjevačkog reda, čiji službeni naziv glasi Ordo fratrum minorum (Red manje braće). Godine 1212. Franjo Asiški i Klara Skifi osnivaju i žensku granu reda – klarise.
Od neznatne družbe male braće, koja je živjela bez određenih pravila, povodeći se uglavnom samo za osobnim Franjinim primjerom razvio se još za Franjina života jak red koji djeluje po čitavoj Europi. Međutim, udaljavanje od prvotnih ideala doskora dovodi u franjevačkom redu do nesuglasica i Franjo koji nema sposobnosti vođe i organizatora prepušta upravu reda drugome 1220. godine.
Franjo je više puta pokušao doći do Svete Zemlje i Jeruzalema, no nema pouzdanih podataka je li u tome i uspio. Znano je samo da je kod Damiette u Egiptu susreo saracenskog sultana, a životopisi govore i o tome da mu je propovijedao evanđelje. Ipak, već za njegova života prva su braća stigla i do Svete Zemlje, nastanivši se u Jeruzalemu i Akri.
Povukavši se u intimni krug braće u domu kraj prastare crkvice Porcijunkule (u kojoj je i započeo svoj životni put) zapada sve češće u zanosno-mistična raspoloženja pa se tako veseli i »sestrici smrti«. Umire uz crkvicu Porcijunkulu na asiškom polju, 3. listopada 1226.

## Značaj
U svojim spisima sv. Franjo podjednako se služi latinskim i narodnim jezikom, kakav se govorio u Umbriji, te ga se drži i začetnikom talijanske književnosti na narodnom jeziku.
Autor Pjesme brata Sunca (tal. Cantico di frate Sole), poznate i kao Pjesme stvorova (tal. Cantico delle creature), sv. Franjo obraća se narodnim jezikom i u svojoj sveobuhvatnoj ljubavi prema čitavoj prirodi priprema put oslobođenju umjetnosti od ukočenosti srednjovjekovnih formi. Franjo kao putujući misionar-siromašak (tal. poverello) i lirik-vizionar kršćansku mistiku obogaćuje novim motivima (stigmatizacija, evanđeoska vjera, božićne jaslice itd.). On je ujedno i nastavljač učenja heretika, albigenza i valdenza, o apsolutnom siromaštvu, ali pritom, za razliku od njih, u potpunosti prihvaća crkvenu vlast, želeći Crkvu obnoviti iznutra. Protivnik je bogatstva među redovnicima i samostanskih zidina, što je dovelo do sasvim novog shvaćanja redovničkog života u Crkvi i nove koncepcije izgradnje samostana.
Samo dvije godine (1228.) nakon svoje smrti Franjo Asiški proglašen je svecem i pokopan u bazilici svetog Franje u Asizu.
Zbog zaljubljenosti u prirodu ekolozi su ga izabrali za svog sveca zaštitnika, a u svijetu se prepoznaje kao svetac mira.

## Životopisi
Život Franje Asiškog i njegove prve redovničke braće opisali su njegovi životopisi. Najpoznatiji su: Životopis Tome Čelanskoga, Bonaventurine Legenda Maior i Legenda Minor, Peruđinska legenda, te Legenda trojice drugova.
Inače, najstariji dokument o Franji Asiškom alegorijska je priča Sveti razgovor blaženoga Franje s Gospođom Siromaštinom. U toj se priči kazuje kako je Franjo tragao za siromašnom, prezrenom i nevoljenom Gospođom Siromaštinom i kako ju je učinio svojom nevjestom.
Usto, tu su i brojni spisi koji, u skladu s tadašnjom hagiografijom donose fantastične detalje iz Franjina života. Najpoznatiji takav spis zasigurno su Cvjetići (tal. Fioretti), koji uključuju i Franjino propovijedanje pticama. Cvjetići su anoniman talijanski prijevod spisa Actus beati Francisci et sociorum eius, koji je krajem 13. ili početkom 14. st. po svoj prilici napisao Ugolino da Montegiorgio, franjevac iz Marki. Cvjetići datiraju iz kraja 14. st. Naslov govori da je riječ o florilegiju, tj. hrestomatiji, zbirci anegdota iz života sv. Franje. Premda ne predstavljaju vjerodostojan povijesni izvor, Cvjetići sugestivno dočaravaju prvobitni franjevački duh.

## Franjevački red
Red što ga je Franjo utemeljio vrlo se brzo proširio Europom, a potom i svijetom. Na području Hrvatske još je za Franjina života utemeljena franjevačka provincija.
U Redu su kroz čitavu povijest bile vrlo snažne rasprave o ispravnom obdržavanju siromaštva, pa je tako 1517. i došlo na podjele na konventualce (koji su bili za ublažavanje pravila o siromaštvu) i opservante (koji su zadržali zahtjev za strožim siromaštvom). Godine 1525. od opservanata su se odvojili kapucini (zbog još strožeg zahtjeva za neposjedovanjem materijalnih dobara). Pored njih nastao je i Treći red (trećoreci), čiji članovi mogu biti i žene i muškarci, mogu posjedovati imovinu, stupati u brak i živjeti svjetovnim životom. Danas se taj red zove Franjevački svjetovni red.

## Sveti Franjo u umjetnosti
Neobična Franjina ličnost i njegova vedra pojava bila je tumačena na različite načine, a njegova sitna asketska figura postaje motiv mnogih slikarskih i kiparskih radova. Možda i zato što je cijeli njegov život obilježen neobičnim doživljajima. Tako je, između ostaloga, natjerao svoga prijatelja brata, Rufina (Leon, Rufin i Anđeo bili su njegovi najprisniji prijatelji), da gol u gaćama prođe ulicama Asiza s konopcem oko vrata, a u Bologni se popeo na potpuno novi krov samostana i počeo bacati crjepove na zemlju kao prosvjed protiv raskošne gradnje.
Rene Medvešek autor je mjuzikla Brat magarac o životu sv. Franje, praizvedenoga 2001. u Zagrebačkom kazalištu mladih.

## Bogoslužje
Večer uoči blagdana, u njemu posvećenim (franjevačkim) crkvama i župama slavi se Obred preminuća sv. Franje.